# Amoraim din Palestina
Amoraim din Palestina erau amoraim care au activat în perioada talmudică în Palestina sub dominație bizantină. Ei sunt redactorii Ghemarei, alături de Savoraim, care au activat după ei.   

## Istoria
În epoca numită talmudică au funcționat în Palestina două centre principale de studii religioase iudaice - la Tiberias (Tverya) în Galileea, condusă de rabinii Yohanan, Ami și Assi, precum și la Cezareea în regiunea Shefelá, unde s-au distins Rabbi Oshaya și Rabbi Abbahu. În afara acestora sunt cunoscute ieșiva din Lod, condusă de rabbi Yehoshua ben Levi, cea din Tzipori, condusă de Rabbi Hanania bar Hama.  Învățăturile numite Tora orală transmise de învățații din aceste centre au fost adunate în Talmudul palestinian, cunoscut ca Talmudul ierusalimic și în cărțile numite „midrashim” din categoria Agadá:Breshit Raba, Vaikra Raba si Eikha Raba.  
Amoraimii din Palestina și cei din Babilon au păstrat legătura între ei prin discuții teologice-juridice prin mijlocirea unor emisari. Redactarea Talmudului ierusalimic este atribuită de tradiție rabinului Yohanan, care a fost cel mai mare dintre amoraimii evrei din Palestina. În cercetarea Talmudului se consideră de obicei că cea mai mare parte a Talmudului ierusalimic este formată de învățătura din centrul galileean, și că tractatul Nezikin (Daune) cuprinde moștenirea talmudică a centrului din Cezareea.  
Amoraimii din Palestina își primeau autorizarea de la așa numiții Nessiyim (la singular Nassí) și purtau de obicei titlul de Rabbi, spre deosebire de cei din Babilonia care erau numiți Rav sau Mar.
Perioada amoraimilor din Palestina este împărțită în cinci generații.

## Lista învățaților amoraim cei mai însemnați din Palestina (Țara Israel)
- Prima generație ( din 219 până în anul 250):
  - Rabbi Yehuda Nessia
  - Rabbi Yanay din Akhbara
  - Rabbi Oshaya sau Rabbi Hoshaya Rabba din Sepphoris și Cezareea
  - Rabbi Efes din Droma
  - Rabbi Yehoshua Ben Levi din Lod (Rival)
  - Rabbi Hanania Bar Hama sau Hanania sau Hanina Bar Hama (180-260)
  - Rabbi Levi ben Sissi
  - Rabbi Simlai
- A doua generație (până în anul 289)
  - Rabbi Yohanan Bar Nafha, capul ieșivei Tiberias
  - Rabbi Shimon Ben Lakish sau Rish Lakish
  - Rabbi Elazar Ben Pedat
- A treia generație (până în anul 310)
  - Rabbi Ami, capul ieșivei Tiberias
  - Rabbi Assi
  - Rabbi Abbahu
  - Rabba  Bar Bar Hana
  - Ola
  - Rabbi  Zira
  - Rabbi  Itzhak Atushiya
  - Rabbi Avdimi deman Heifa
- A patra generație (până în anul 340)
  - Rabbi Irmia
  - Rabbi Aha Bar Hanina
  - Rabbi Yona
  - Rabbi Yehoshua deSakhnin
- A cincea generație (până în anul 380)
  - Rabbi Tanhuma
  - Rabbi Brekhaya
  - Rabbi Mana, fiul lui Rabbi Yona
  - Rabbi Yossi berabbi Bon, ultimul dintre redactorii Talmudului ierusalimitean